# Atlasreisen
Atlasreisen war ein deutsches Reisebüro-Unternehmen, das zeitweise etwa 2000 Mitarbeiter in rund 500 Filialen beschäftigte. Es wurde 1974 in Köln gegründet und entwickelte sich schnell zum größten Reisebüro der Stadt. Im Jahre 1988 kaufte die Rewe als Einstieg in das Reisevertriebsgeschäft die 18 Filialen auf und baute diese auf über 300 Filialen im Jahre 1994 aus. Nach der Wiedervereinigung übernahm Atlasreisen die ostdeutschen Ketten Reisewelt (1995), Palmtourist und Jugendtourist, um auch in den neuen Bundesländern schnell eine marktführende Rolle einzunehmen.
Nach Übernahme der ITS Reisen im Jahre 1995 wurden weitere 300 Reisebüros in das Unternehmen eingebracht. Um den Jahrtausendwechsel wurde die Touristik-Sparte der Rewe stark ausgebaut.
Seit 12. April 2013 sind alle Atlasreisen Reisebüros in der DER Touristik aufgegangen und tragen nun den Namen DER. Die Marke Atlasreisen wird nicht mehr von der DER Touristik genutzt.